# 雷正琪
沃夫·以撒·拉德金斯基（英語：Wolf Isaac Ladejinsky，1899年3月15日—1975年7月3日），漢名雷正琪，生於俄羅斯帝國卡泰里诺皮尔（今烏克蘭卡利诺皮尔），美國農業經濟學家，支持喬治主義。長期任職於美國農業部，後轉任福特基金會與世界銀行。曾負責推動亞洲地區數個國家的土地改革，包括在蔣介石國民政府統治下的中國大陸以及台灣，1945年至1954年於同盟國軍事佔領日本期間的日本，1955年至1961年吳廷琰政府下的南越，南亞各國以及印度次大陸。在日本以及台灣的土地改革成功，是他生涯事業中最大的成就，但在其他國家的工作，因為政治上的阻礙，使他在農業改革上的願景並未完全實現。曾被稱讚為「非典型官僚，令人印象深刻的改革家」（no typical bureaucrat, but an impassioned reformer）。

## 生平
生於烏克蘭猶太人家族中，其家庭從事麵粉磨坊工作。在俄國革命後，於1921年離開乌克兰苏维埃社会主义共和国，經由羅馬尼亞，在1922年以難民身份到達美國。他進入哥倫比亞大學就讀，於1928年畢業，取得碩士學位。1933年，他的指導教授雷克斯福德·特格韦尔協助他申請到美國農業部的工作。1935年，參與美國農業部外國農業事務（Foreign Agricultural Service），專門負責處理亞洲方面的問題。
1945年，被指派協助駐日盟軍總司令道格拉斯·麦克阿瑟，至日本擔任天然資源局顧問。在同盟國軍事佔領日本期間，他是日本土地改革計劃的主要負責人，負責將主要由地主控制的農地，釋放給農民，改善一般農民生活，以此來增加農業生產。
1949年，由道格拉斯·麦克阿瑟指派負責農復會，至蔣介石政府控制下的中國大陸推動土地改革。他曾提出農村減租計劃，在中國大陸推行。因為國民黨政府在國共內戰下失利，他建議將改革重心放在台灣。當年9月，首次到訪台灣，以農村減租計劃為藍圖，形成之後的三七五減租政策。
1951年，中華民國行政院長陳誠，再度經由向道格拉斯·麦克阿瑟申請，請雷正琪再度訪問台灣，協助農業改革。雷正琪提出的農業改革計劃，形成了之後的公地放領以及耕者有其田政策。雷正琪曾多次針對國民政府推行農業改革政策中的各項政策問題，致信給總統蔣介石與行政院長陳誠，要求國民黨檢討政策實施過程中的各項弊病。
艾森豪總統上任後，在美國麥卡錫主義的氣氛下，因為他支持自由主義與新政的民主黨人形象，美國數個保守主義團體將他列入支持共產主義的黑名單中。他在日本的職位，原本直接由美國國務院管轄，被轉移到美國農業部之下。雖然沒有明確的證據，美國農業部部長泰福·彭蓀仍然以他有安全上的疑慮這個理由，將他解職。他的三個姐姐仍然生活在蘇聯，以及他在1930年曾經短暫在蘇美貿易公司工作的記錄，都被用來指控他可能是蘇聯潛在的合作對象。他另外也被指控曾經加入兩個共產黨側翼組織。
公眾與新聞媒體不斷對艾森豪總統提出相關指控，美國駐日本大使约翰·摩尔·阿利森曾經對於雷正琪被解職一事，向白宮提出抗議。美國作家詹姆斯·米奇納公開致信給《紐約時報》，支持雷正琪的清白。最終使白宮直接介入，於1955年1月12日召開聽證會，審查對於雷正琪在國家安全上的相關質疑。在聽證會結束不久後，哈羅德·史塔生指派雷正琪負責推動在越南共和国的土地改革計劃。